# Sequoia affinis
Sequoia affinis — вимерлий вид роду Sequoia родини кипарисових Cupressaceae. Скам'янілий пилок Sequoia affinis був виявлений в озерних осадових сланцях на місці у Флорісанті, штат Колорадо.